# Ar tonelico
Ar Tonelico est une série de projets multimédia Exa Pico produite en collaboration par Gust Corporation et Banpresto (actuellement filiales de Tecmo Koei et Namco Bandai Games respectivement) composée de jeux vidéo, de mangas, d'un animé promotionnel, Drama audio et de CD musicaux. Le nom de la série est également le nom du complexe d'amplification composé de trois tours monumentales qui apparaissent dans les œuvres susmentionnées (La tour Eolia, la tour Frelia et les tours Harvetsya et Tilia). Tout au long de la vie de la série, elle a été réalisée par Akira Tsuchiya (Gust) et produite par Atsunori Kawachi (Banpresto). Les chansons principales de tous les jeux ont été principalement chantées par Akiko Shikata, Haruka Shimotsuki et Noriko Mitose.
Elle a été suivie par la série Surge Concerto, composée de Ciel Nosurge et Ar Nosurge faisant office de prologue et se passant sur une planète reculée nommée Ra Ciel.
Un Spin-Off de Surge Concerto voit le jour sur mobile sous le nom de Kakuchou Shoujo-kei Trinary reprenant certains éléments de gameplay de Ciel Nosurge avec des phases de combats,  mais il s'agit d'un univers à part ayant peu de points communs avec l'univers des 5 autres opus. Il est également accompagné d'un animé au format court (5 minutes) de 34 épisodes et 6 arcs en collaboration avec la Toei Animation dont les épisodes sont complémentaire au jeu. Le site ayant fermer en même temps que les serveurs du jeu, il existe néanmoins un coffret compilant les 34 épisodes ainsi que divers bonus

## Description de l'univers

### Géographie
Les jeux prennent place sur la planète Ar Ciel dont l'existence a été engendrée à la suite de l'Exa Pico, qui est un phénomène similaire à celui du Big Bang.
Une catastrophe du nom de « 'rathnode Inferia » a détruit la majeure partie du monde connu après une terrible guerre entre les humains et la tribu Teru ainsi que le sabotage de la tour Eolia par un clan Teru extrémiste formant un nuage mortel recouvrant 99,3% du sol de Ar Ciel empêchant donc toute expansion à cause des séquelles écologiques rendant la plupart des terres non fertile et de l'air toxique forçant les habitants à vivre en hauteur
Bien qu'Ar Ciel ait une superficie similaire à celle de notre planète terre, la population est très faible et n'est seulement composé que de 3 régions : Sol Ciel, Metafalss et Sol Cluster

### Habitants
En plus des humains, il existe une race spécifique au monde d'Ar tonelico : les Reyvateil. Les Reyvateil sont des êtres artificiels humanoïdes initialement créés pour entretenir la tour Ar tonelico. Elles sont toutes de sexe féminin et ont pour capacité spéciale de pouvoir communiquer avec celle-ci et utiliser de la magie grâce à leurs chants.
Il existe 3 types de 'reyvateils
- Les Reyvateil Origins sont les Reyvateil originelles. Elles ont une connexion parfaite avec la tour, sont immortelles et considérées comme "parentes" des autres Reyvateil, elles sont aussi dépourvues d'organe génitale (à l'exception de Tyria) car initialement créer pour devenir les administratrice des tours.
- Les β-type sont des clones des reyvateil Origins. Elles ont une espérance de vie d'environ 150 ans[1].
- Les reyvateil dites "de 3e génération" sont nées d'union entre humains et Reyvateil. Leur corps hybride supporte mal la puissance du pouvoir des Reyvateil et fait qu'elles ont une durée de vie courte, généralement entre 14 et 20 ans. Il existe un produit nommé Diquility permettant d'allonger leur durée de vie, mais son coût est prohibitif.

## Musique et Hymmnos

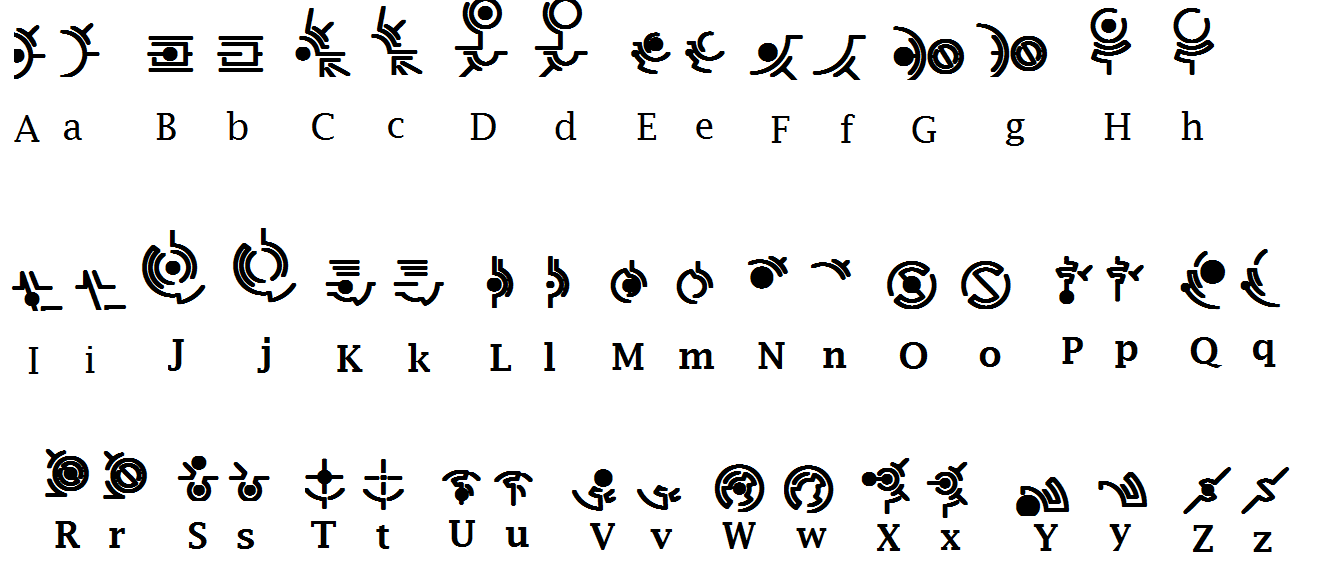
Alphabet Hymmnos universelle

L'Hymmnos est une langue inventée spécifiquement pour l'univers d'Ar Tonelico par Akira Tsuchiya.
Dans l'histoire du jeu, cette langue était couramment parlée à une époque passée (supposément contemporaine à la construction de la tour). Au moment où se déroulent l'intrigue des jeux, l'usage de l'Hymmnos s'est perdu, et la langue n'est plus utilisée que dans les chants qu'utilisent les Reyvateil pour communiquer avec des éléments de la tour.

## Productions
Jeux vidéo
- Ar tonelico: Melody of Elemia (アルトネリコ世界の終わりで詩い続ける少女, Sekai no owari de utai tsuzukeru shôjo?, Ar tonelico : Celle qui continue de chanter durant la fin du monde)
- Ar tonelico II: Melody of Metafalica (アルトネリコ２　世界に響く少女たちの創造詩（メタファリカ）Sekai ni hibiku shôjotachi no metafalica, Ar tonelico II : Leur metafalica échoe à travers le monde?)
- Ar tonelico Qoga: Knell of Ar Ciel (アルトネリコ3 世界終焉の引鉄は少女の詩が弾く, Sekai shûen no hikigane wa shôjo no uta ga hiku?, Ar tonelico III : Par son chant, elle déclenche la destruction du monde)

OVA
- Ar tonelico OVA1 ~ Sekai no owari de utai tsuzujeru shôjo

Mangas
- Ar tonelico -arpeggio- (アルトネリコ -アルペジオ-) paru en 3 tomes chez Mag Garden, parus les 10 mars, 10 juillet et 10 novembre 2006.
- Ar tonelico ~Sekai no owari de utai ysuzukeru shôjo~ anthology collection ～世界の終わりで詩い続ける少女～ アンソロジーコレクシヨン) chez Mag Garden